# زمین‌لرزه ۱۳۵۶ باب تنگل
زمین‌لرزه ایران  در تاریخ ۱۹ دسامبر ۱۹۷۷ میلادی، برابر با ‎۲۸ آذر ۱۳۵۶، ساعت ۲۳:۳۴:۳۴ به زمان یوتی‌سی در ایران رخ داد. ژرفای این زلزله ۱۳٫۷ کیلومتر بود، و بزرگی آن ۵٫۹ در مقیاس Mw اعلام شده‌است. زمین‌لرزه به وقت محلی در روز سه‌شنبه، ساعت ۲٫۵ روی داده و منطقه زمانی آن یوتی‌سی +۳٫۵ بوده‌است .
سازمان زمین‌شناسی آمریکا نیز رومرکز این زمین‌لرزه را در مختصات ۳۰°۵۷′۱۴″شمالی ۵۶°۲۸′۲۳″شرقی / ۳۰٫۹۵۴°شمالی ۵۶٫۴۷۳°شرقی و ژرفای آن را در ۳۱ کیلومتر گزارش کرده‌است. بزرگی برگزیدهٔ این سازمان از میان بزرگیهای محاسبه‌شدهٔ مختلف ۵٫۸ در مقیاس Ms بوده و از دید اثر، در میان چهار دسته‌بندی «نامحسوس»، «محسوس»، «زیان‌آور» یا «با تلفات»، زلزله را «با تلفات» اعلام کرده‌است.۳ روستا در زمین‌لرزه خراب و ۱۳ روستا آسیب دیده‌است.
پروژهٔ «تنسور گشتاور مرکزوار» زاویه‌های (راستا، شیب، ریک) گسل سازندهٔ زمین‌لرزه و صفحه عمود بر آن را (°۲۳۱، °۶۹، °۴) یا (°۱۴۰، °۸۶، °۱۵۹) و نوع گسل را «امتدادلغز» فرارسانده‌است. 
شمار کشتگان زلزله حدود ۶۶۵ نفر بوده‌است.تعداد زخمیان ۱۰۰۰ نفر برآورده شده‌است. محمدرضا شاه پهلوی و فرح پهلوی روز ۵ دی ماه از مناطق زلزله‌زده روستای باب تنگل و روستا های اطراف شهر زرند بازدید می کنند  